# Върбянска чешма
Върбянската чешма е бивша чешма и български военен паметник край Върбяни, Охридско, Северна Македония. Построена е от инженерните войски на Царство България в тила на Македонския фронт през Първата световна война, по времето когато участват в строежа на теснолинейния железопътен път Скопие – Охрид. Разрушена е от сръбски пандури на 26 октомври 1926 година.